# Ізабелла II (королева Єрусалиму)
Ізабела II, відома також як Іоланта де Брієн (1212 — 4 травня 1228) — королева Єрусалиму (1225–1228).

## Біографія
Народилася у 1212 році у місті Акра. Ізабелла була донькою Жана (Іоанна) де Брієн та Марії Монферрат (королеви Єрусалиму). Рано втратила матір, у віці кількох місяців стала королевою Єрусалиму. За неї правив як регент її батько. У 1220 році він влаштував шлюб своєї доньки з імператором Фрідріхом II Гогенштауфеном. Шлюб офіційно відбувся в Бріндізі 9 листопада 1225 року. Її чоловік більшість часу проводив у Палермо, залишивши Ізабеллу в Італії. Ізабелла була незадоволена тим, що їй довелось жити в оточенні коханок свого чоловіка. Водночас у Фрідріха виник конфлікт з батьком Ізабелли. Зрештою Фрідріх вирушив до Єрусалиму. Ізабелла померла 4 травня 1228 незадовго після народження сина Конрада, майбутнього короля Конрада IV, який народився 25 квітня.

## Сім'я

### Чоловік
- Фрідріх II (імператор СРІ) (26 грудня 1194 — 13 грудня 1250) — король Німеччини (1212-1250), імператор Священної Римської імперії (1220-1250), король Сицилії (1198-1250). Брав участь у війні за австрійську спадщину (1247—1248).

### Діти
1. Маргарита (листопад 1226 — серпень 1227) — померла немовлям.
2. Конрад (25 квітня 1228 — 21 травня 1254) — король Єрусалиму у 1228–1254 роках (як Конрад II), король Німеччини у 1237–1254 роках (як Конрад IV), король Сицилії у 1250–1254 роках (як Конрад I).